# مانتکادا
مانتکادا (انگلیسی: Mantecadas) کیک اسفنجی با منشأ اسپانیا هستند. شاید شناخته شده‌ترین مانتکاداها از شمال غربی اسپانیا باشند که محصول سنتی شهر آستورگا، استان لئون، اسپانیا و همچنین ماراگاتریا کومارکا در نزدیکی آن است. طعم آنها بسیار شبیه کیک پوند است.